# Henri Vidal
Henri Lucien Raymond Vidal (26 de novembro de 1919 — 10 de dezembro de 1959) foi um ator francês.

## Carreira cinematográfica
Henri Lucien Raymond Vidal foi notado pela primeira vez depois de vencer o concurso "Apollo de 1939" em Paris. Foi descoberto por Édith Piaf e estreou ao lado dela no cinema no filme Montmartre-sur-Seine, em 1941. Vidal passou a fazer 36 filmes entre 1941 e 1959.
Além de sua esposa, Michèle Morgan, ele contracenou com algumas das maiores protagonistas do cinema francês dos anos 1950: Françoise Arnoul, Brigitte Bardot, Dany Carrel, Mylène Demongeot, Sophia Loren, Romy Schneider e Marina Vlady.

## Vida pessoal
Em maio de 1943 ele se casou com a atriz Michèle Cordoba, e eles se divorciaram em julho de 1946. Em 1950 ele se casou com a atriz francesa Michèle Morgan, que conheceu durante as filmagens do filme de Alessandro Blasetti, Fabiola, de 1949.

## Morte
Ele morreu em 1959 de ataque cardíaco. Ele é enterrado em Pontgibaud, no Puy-de-Dôme départment.

## Filmografia
| Ano  | Tittulo                       | Função                           | Diretor                      | Notas                                   |
| ---- | ----------------------------- | -------------------------------- | ---------------------------- | --------------------------------------- |
| 1941 | Montmartre-sur-Seine          | Maurice Cazaux                   | Georges Lacombe              |                                         |
| 1943 | Port d'attache                | Raymond                          | Jean Choux                   |                                         |
| 1944 | The Angel of the Night        | Bob                              | André Berthomieu             |                                         |
| 1946 | Strange Fate                  | Alain de Saulieu                 | Louis Cuny                   |                                         |
| 1947 | Naughty Martine               | Pierre                           | Emil E. Reinert              |                                         |
| 1947 | Les Maudits                   | Doutor Guilbert                  | René Clément                 |                                         |
| 1949 | Fabiola                       | Rual                             | Alessandro Blasetti          |                                         |
| 1949 | Le paradis des pilotes perdus | Capitão Bertrand                 | Georges Lampin               |                                         |
| 1950 | La Belle que voilà            | Pierre Leroux                    | Jean-Paul Le Chanois         |                                         |
| 1950 | Quai de Grenelle              | Jean-Louis Lavalade              | Emil E. Reinert              |                                         |
| 1951 | The Passerby                  | François Malard                  | Henri Calef                  |                                         |
| 1951 | L'Étrange Madame X            | Etienne                          | Jean Grémillon               |                                         |
| 1952 | Les Sept péchés capitaux      | Doutor Henri / Antonin           | Carlo Rim                    | (segmento "Gourmandise, La / Gluttony") |
| 1952 | La Jeune Folle                | Steve                            | Yves Allégret                |                                         |
| 1952 | Art. 519 codice penale        | Renato Berti                     | Leonardo Cortese             |                                         |
| 1952 | C'est arrivé à Paris          | Vladimir Krasnya                 | John Berry and Henri Lavorel |                                         |
| 1953 | Scampolo 53                   | Enrico Sacchi                    | Giorgio Bianchi              |                                         |
| 1954 | Orient-Express                | Jacques Ferrand                  | Carlo Ludovico Bragaglia     |                                         |
| 1954 | Attila                        | Aetius                           | Pietro Francisci             |                                         |
| 1955 | Série noire                   | Inspetor Léo Fardier             | Pierre Foucaud               |                                         |
| 1955 | Napoléon                      | Joachim Murat                    | Sacha Guitry                 |                                         |
| 1955 | House on the Waterfront       | Michel                           | Edmond T. Gréville           |                                         |
| 1955 | The Wicked Go to Hell         | Pierre Macquart                  | Robert Hossein               |                                         |
| 1957 | Action immédiate              | Francis Coplan                   | Maurice Labro                |                                         |
| 1957 | Porte des Lilas               | Pierre Barbier                   | René Clair                   |                                         |
| 1957 | Une manche et la belle        | Philippe Delaroche               | Henri Verneuil               |                                         |
| 1957 | Charmants Garçons             | Jo, dit Kid Chabanne - le boxeur | Henri Decoin                 |                                         |
| 1957 | Une Parisienne                | Michel Legrand                   | Michel Boisrond              |                                         |
| 1958 | Be Beautiful But Shut Up      | Jean Morel                       | Marc Allégret                |                                         |
| 1959 | Les naufrageurs               | Yann Le Coeur                    | Charles Brabant              |                                         |
| 1959 | Pensione Edelweiss            | Jean Monnier                     | Ottorino Franco Bertolini    |                                         |
| 1959 | Pourquoi viens-tu si tard?    | Walter Hermelin                  | Henri Decoin                 |                                         |
| 1959 | La Bête à l'affût             | Daniel Morane                    | Pierre Chenal                |                                         |
| 1959 | An Angel on Wheels            | Pierre Chaillot                  | Géza von Radványi            |                                         |
| 1959 | Voulez-vous danser avec moi ? | Hervé Dandieu                    | Michel Boisrond              |                                         |